# Platynostira turbata
Platynostira turbata är en tvåvingeart som beskrevs av Günther Enderlein 1942. Platynostira turbata ingår i släktet Platynostira och familjen Pyrgotidae. Inga underarter finns listade i Catalogue of Life.